# Messier 37
A Messier 37 (más néven M37, vagy NGC 2099) egy nyílthalmaz a Szekeres csillagképben.

## Felfedezése
Az M37 nyílthalmazt Giovanni Battista Hodierna fedezte fel 1654-et megelőzően. Charles Messier francia csillagász 1764. szeptember 2-án katalogizálta.

## Tudományos adatok
Az M37 a legfényesebb a Szekeres csillagkép déli részén található és Messier katalógusában szereplő három nyílthalmaz közül. A másik kettő az M36 és az M38. A három közül ez a leggazdagabb halmaz, körülbelül 150, 12,5 magnitúdónál fényesebb csillaggal. Az M37-ben legalább egy tucat vörös óriás is található, korát nagyjából 300 millió évesre becsülik.